# Of ik gek ben
Of ik gek ben is een Nederlandse dramafilm uit 2016, geregisseerd door Frank Lammers. De film is gebaseerd op het gelijknamige boek van Michiel Stroink.

## Verhaal
De succesvolle jonge kunstenaar Benjamin belandt in een tbs-kliniek, zonder ook maar een besef te hebben waarom als hij weer nuchter is. Hij heeft zich ergens aan schuldig gemaakt dat hij de bewuste avond door te veel drank en drugs niet meer kan herinneren. Het leven in de kliniek is zwaar, maar stap voor stap krijgt hij weer grip op zijn eigen werkelijkheid. Hij lijkt zelfverzekerd weer op beide benen te kunnen staan. Eenmaal vrij, doet het weerzien met zijn oude vrienden de grond onder hem opnieuw wegzinken en vraagt hij zich af wat eigenlijk de waarheid is.

## Rolverdeling
| Acteur               | Personage          |
| -------------------- | ------------------ |
| Mike Weerts          | Benjamin           |
| Monic Hendrickx      | Directeur Smulders |
| Cees Geel            | Herre              |
| Matteo van der Grijn | Gregor             |
| Sanne Langelaar      | Marieke            |
| Fedja van Huêt       | Meneer Koopman     |
| Bianca Krijgsman     | Isabel             |
| Maarten Heijmans     | Hakim              |
| Tibor Lukacs         | Flip               |
| Dennis Grotenhuis    | Grover             |
| Harriët Stroet       | Greetje            |
| Kees Boot            | Dokter Manders     |
| Ghislaine Pierie     | Mevrouw Vingh      |

## Achtergrond
De film ging in première op 30 mei 2016 in het Natlab in Eindhoven. Frank Lammers maakte hiermee zijn regiedebuut. De film werd geproduceerd door IJswater Films, Pellicola en KieM Films. De speciale effecten waren in handen van Storm Post Productions. De speelfilm Of ik gek ben van regisseur Frank Lammers heeft een Amerikaanse prijs in de wacht gesleept. Het drama, over een jonge kunstenaar die in een tbs-kliniek belandt, werd op het Footcandle International Film Festival in de staat North-Carolina uitgeroepen tot beste speelfilm. Dat heeft producent IJswater Films dinsdag 26 september 2017 gemeld.Colin Benders beter bekend als Kyteman schreef en produceerde de originele filmmuziek die ook op een soundrackalbum werd uitgebracht.